# Zevenaar
Zevenaar este o comună și o localitate în provincia Gelderland, Țările de Jos. 

## Localități componente
Angerlo, Babberich, Giesbeek, Lathum, Ooy, Oud Zevenaar, Zevenaar.